# Chrysopa batesi
Chrysopa batesi är en insektsart som beskrevs av Banks 1946. Chrysopa batesi ingår i släktet Chrysopa och familjen guldögonsländor. Inga underarter finns listade i Catalogue of Life.